# Véranne
Véranne là một xã trong tỉnh Loire miền trung nước Pháp.